# ذوات الدم الحار

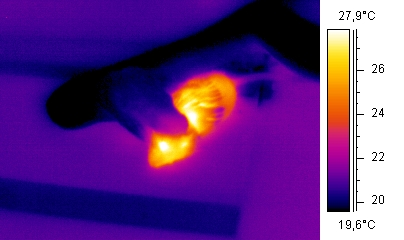
صورة حرارية: ثعبان (ذو دم بارد) يأكل فأر (ذو دم حار).

ذوات الدم الحار (بالإنجليزية: Warm-blooded)‏ وهو مصطلح عام يصف أنواع الحيوانات التي لديها دم ذو درجة حرارة عالية نسبياً، وتحتفظ بنفس درجة حرارة اجسامها بغض النظر عن درجة الحرارة المحيطة بها، وتستطيع استتباب الحرارة بشكل أساسي خلال عمليات الأيض الداخلية. وفي حالة البرودة ارتعاش العضلات التي تعمل على تثبيت درجة حرارة الجسم، وهذه من خصائص الثدييات والطيور.
وتحتوي «ذوات الدم الحار» وبعض الحيوانات الثديية الصغيرة على أعضاء منتجة للحرارة تدعى نسيج الدهن البني توجد في الرقبة والصدر والظهر؛ تساعد على حفظ درجة حرارة جسم الحيوان ثابتة. ووجود طبقة دهنية تحت الجلد إضافة إلى تغطية الجلد بالشعر أو الفراء أو الريش كل تلك العوامل تشترك في الحفاظ على درجة حرارة ثابتة للجسم. كذلك يضبط الحيوان درجة حرارته إذا ارتفعت بتقليل سريان الدم في الجسم أو طرد الحرارة الزائدة عن طريق اللهاث والتعرق.
يعتبر المصطلحين «ذوات الدم الحار» و«ذوات الدم البارد» غير دقيقين في المعنى لدى العلماء، لأن أنواع درجات حرارة الجسم ليست اصناف منفصلة. حيث يستبد كل مصطلح بآخر أو أكثر (انظر القسم التالي). وطريقة المحافظة على درجات حرارة الجسم (التنظيم الحراري) يضم مجموعة واسعة من النظم المختلفة التي ينتج عنها درجة حرارة للجسم مستمرة.

## الصفات
يشير مصطلح ذوات الدم الحار إلى ثلاثة جوانب منفصلة من التنظيم الحراري:
- داخلية الحرارة (Endothermy): تنظيم حراري تستخدمه المخلوقات للسيطرة على حرارة الجسم من خلال وسائل داخلية مثل ارتعاش العضلات أو زيادة عملية الأيض لديها. وعكسها خارجية الحرارة (Ectothermy).
- ثابتة الحرارة (Homeothermy): تنظيم حراري تستخدمه المخلوقات للمحافظة على درجة الحرارة الداخلية المستقرة للجسم بغض النظر عن التأثير الخارجي. وتكون درجة الحرارة غالبا أعلى من البيئة المحيطة، ولكن ليس بالضرورة. عكسها متغيرة الحرارة (poikilothermy).
- سريعة الأيض (Tachymetabolism): تنظيم حراري تستخدمه الحيوانات أثناء «راحة» معدل الأيض عندها حيث لا يقوم الحيوان بمجهود. ورغم أن راحة الأيض أبطأ في حالة السكون من حالة نشاطه فإن الفرق غالبا ليس بالكبير مقارنة بالمخلوقات بطيئة الأيض bradymetabolic . المخلوقات السريعة الأيض تواجه صعوبة كبير في التصرف مع ندرة الغذاء.

## إنتاج الحرارة
نشأ حرارة الجسم من التمثيل الغذائي. وهذا يعني تفاعلات كيميائية تتم داخل الخلايا وهي تعمل على فك الجلوكوز إلى ماء وثاني أكسيد الكربون، وينتج ثلاثي فوسفات الأدينوسين؛ وهذا هو مركب عالي الطاقة وظيفته هي تسرية عمليات أخرى في الخلاليا.
جميع الكائنات الحية تقوم بهضم الطعام ولكن بعضها يستغل الطعام أكثر مما يستغله الآخر. ومثل أي عملية لتحويل الطاقة فإن الأيض يحول نحو 60% من الطاقة المكتسبة من الغذاء إلى حرارة والباقي يستغله في إنتاج الأدينوسين تريفوسفات ATP. وتفقد تلك الحرارة المتولدة في أجسام الكائنات إلى البيئة المحيطة بها. ولكن الحيوانات التي تتصف بكونها من ذوات الدم الحار فهي تنتج حرارة كثيرة وتتميز بنظام لضبط درجة حرارتها بمقارنتها بحيونات أخرى. فهي تتمتع بمعدل عالي للأيض ومقدرة أكبر على تسريع معد أيضها عند قيامها بنشاط كثيف كالجري مثلا. كما يتمتعون بعازل على جلودهم للمحافظة على حرارة جسمهم، فمنهم من له فراء كما في الثدييات، أو ما له ريش في حالة الطيور.
وفي حالة كون تلك العوازل الحرارية لا تكفي على الحفاظ على درجة حرارة الجسم فينتابها ارتعاش العضلات مما يجعل ثلاثي فوسفات الأدينوسين يحفز الأيض في الخلايا على إنتاج حرارة تعوض المفقود منها. وفي الجو الحار تستخدم الحيوانات ذات الدم الحار التبخر لخفض درجة حرارة أجسماها للحفاظ على درجة حرارة جسمهم ثابتة. وهذا يتم عن طريق افراز العرق (كما هو الحال في بعض الثدييات) أو عن طريق اللهث (وهو موجود في كثير من الثدييات وكل أنواع الطيور) - تلك الطرق لا توجد في الحيوانات متغيرة الحرارة، ك الفأر والسحالي.

## وصلات خارجية
- www.earthlife.net
- Homéotherme, etc. (Google Groups: PROBIO)
- The Reptipage: What is cold-blooded?